# Rua Haddock Lobo (São Paulo)
A Rua Haddock Lobo é uma das principais vias do Jardim Paulista, bairro da cidade de São Paulo. O seu nome é uma homenagem ao médico e político, Dr. Roberto Jorge Haddock Lobo, do Partido Conservador.
Com edifícios de alto padrão residencial, a rua também é conhecida por abrigar badalados restaurantes e estreladas grifes nacionais e internacionais, como Louis Vuitton, Giorgio Armani, Christian Dior, Marc Jacobs, Bulgari, Cartier, Salvatore Ferragamo, Ermenegildo Zegna, Diesel, Max Mara, Montblanc e Alexandre Herchcovitch.

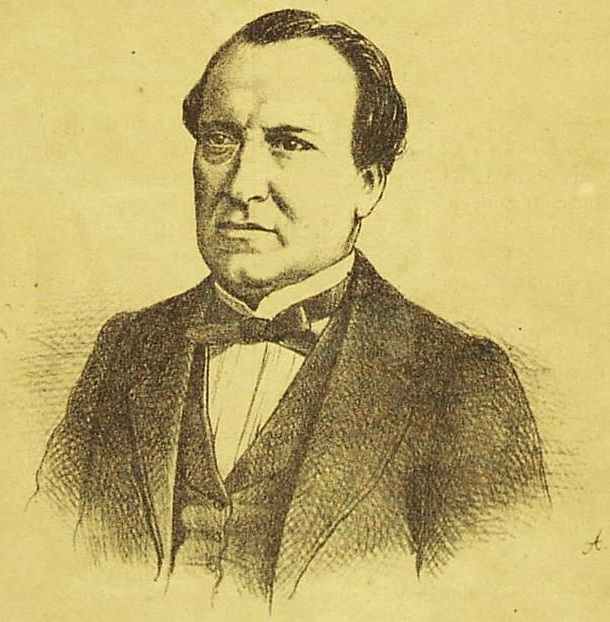
R. J. Haddock Lobo.